# Conescharellina conica
Conescharellina conica är en mossdjursart som beskrevs av William Aitcheson Haswell 1881. Conescharellina conica ingår i släktet Conescharellina och familjen Biporidae. Inga underarter finns listade i Catalogue of Life.